# Bellegarde-en-Diois
Bellegarde-en-Diois é uma comuna francesa na região administrativa de Auvérnia-Ródano-Alpes, no departamento de Drôme. Estende-se por uma área de 26,04 km². Em 2010 a comuna tinha 87 habitantes (densidade: 3,3 hab./km²).